# Complejo volcánico Ancud
El complejo volcánico Ancud es un complejo volcánico de edad Oligoceno y Mioceno ubicado alrededor de Ancud con afloramientos en la isla de Chiloé, tierra firme de la región de Los Lagos y en islotes menores. En el complejo se reconocen tres subunidades: Hueihuén, Teguaco y Cocotué. El complejo forma parte del cinturón magmático costero del Terciario medio en el centro-sur de Chile.

## Geología
El complejo es un conjunto de rocas volcánicas compuestas principalmente de flujos de lava basálticos a andesíticos bien conservados, diques, cuellos con juntas columnares subverticales, y depósitos de flujos piroclásticos riolíticos, cuyos afloramientos se exponen en el extremo noroccidental de la Isla Grande de Chiloé, en colinas y acantilados costeros de Ancud, incluyendo los sectores de Polocue, Cocotué, Pumillahue, Teguaco, Puñihuil y Duhatao. El complejo incluye diques que cortan al complejo metamórfico Bahía Mansa, y diques y cuellos que intruyen la formación Caleta Chonos. Su base no está expuesta y sus niveles superiores, en parte, engranan con la formación Lacui.
En las cercanías del Fuerte San Antonio de Ancud y en el área de Pumillahue-Duhatao, el complejo incluye depósitos de flujos piroclásticos, localmente cortados por cuellos y domos.